# ازبيرات (أولاد صباح)
ازبيرات هي إحدى مشيخات المملكة المغربية، تتبع جغرافيا لإقليم برشيد وإداريًا لأولاد صباح. يقدر عدد سكانها بـ 2608 نسمة حسب الإحصاء الرسمي للسكان والسكنى لسنة 2004.